# Sangué
Sangué è uno degli otto comuni del dipartimento di Maghama, situato nella regione di Gorgol in Mauritania. Contava 6.005 abitanti nel censimento della popolazione del 2000.